# Peter Henry Emerson
Peter Henry Emerson (La Palma, 1856 – Falmouth Cornwall, 1936) è stato uno scrittore e fotografo inglese.
Le sue fotografie sono i primi esempi di promozione della fotografia come forma d'arte. Egli è conosciuto per aver scattato fotografie che mostravano naturali impostazioni e per le sue dispute con la creazione fotografica circa lo scopo e il significato della fotografia.

## Biografia
Emerson nacque a La Palma Estate, in una zona di piantagioni di zucchero nei pressi di Encrucijada, Cuba da padre statunitense, Henry Ezechiele Emerson e madre, Jane, nata a Billing Harris. Fu un lontano parente di Samuel Morse e di Ralph Waldo Emerson. Trascorse i suoi primi anni a Cuba nella tenuta di suo padre. Durante la guerra civile americana passò qualche tempo a Wilmington, Delaware, ma si trasferì in Inghilterra nel 1869, dopo la morte del padre. Fu educato alla scuola Cranleigh e divenne uno studioso e noto atleta. Successivamente frequentò il King College di Londra, prima di passare al Clare College di Cambridge nel 1879, dove conseguì la laurea in medicina nel 1885.
Emerson era intelligente, istruito e benestante, nel 1881 sposò la signorina Edith Amy Ainsworth e scrisse il suo primo libro durante il suo viaggio di nozze. Alla fine la coppia ebbe cinque figli.

## Attività Fotografica
Emerson acquistò la sua prima macchina fotografica nel 1881 o 1882, durante la sua formazione medica all'Università di Cambridge. Dal 1885 con la garanzia di un reddito privato, scelse di praticare la fotografia piuttosto che la medicina. Emerson insistette sul fatto che, nel mondo moderno, la scienza è la sola base autentica per l'arte e la fotografia. Proprio come il romanziere francese Émile Zola che adottò il metodo scientifico e le prospettive del medico di Claude Bernard. Sia Zola ed Emerson tentarono di allineare l'arte come punta di diamante della scienza e di renderla parte del mondo moderno. Parlando alla Camera Club di Londra nel marzo 1886, Emerson dichiarò che "i giorni della metafisica sono finiti ". Nella sua opera più importante, Fotografia Naturalistica per gli studenti dell'Istituto d'Arte (1889), Emerson espose la sua teoria della fotografia. Egli rifiutò l'idea di arte principalmente come un veicolo per l'espressione personale ed emotiva. Pur sostenendo che l'artista sia una persona di carattere e di abilità speciali, considerò le opere d'immaginazione come false. La propria idea del naturalismo si basò sulla scienza contemporanea, non sulla teoria dell'arte, in particolare sull'idea di Helmholtz che "la perfetta pittura artistica fu raggiunta solo quando riuscirono a imitare l'azione della luce su l'occhio ". 

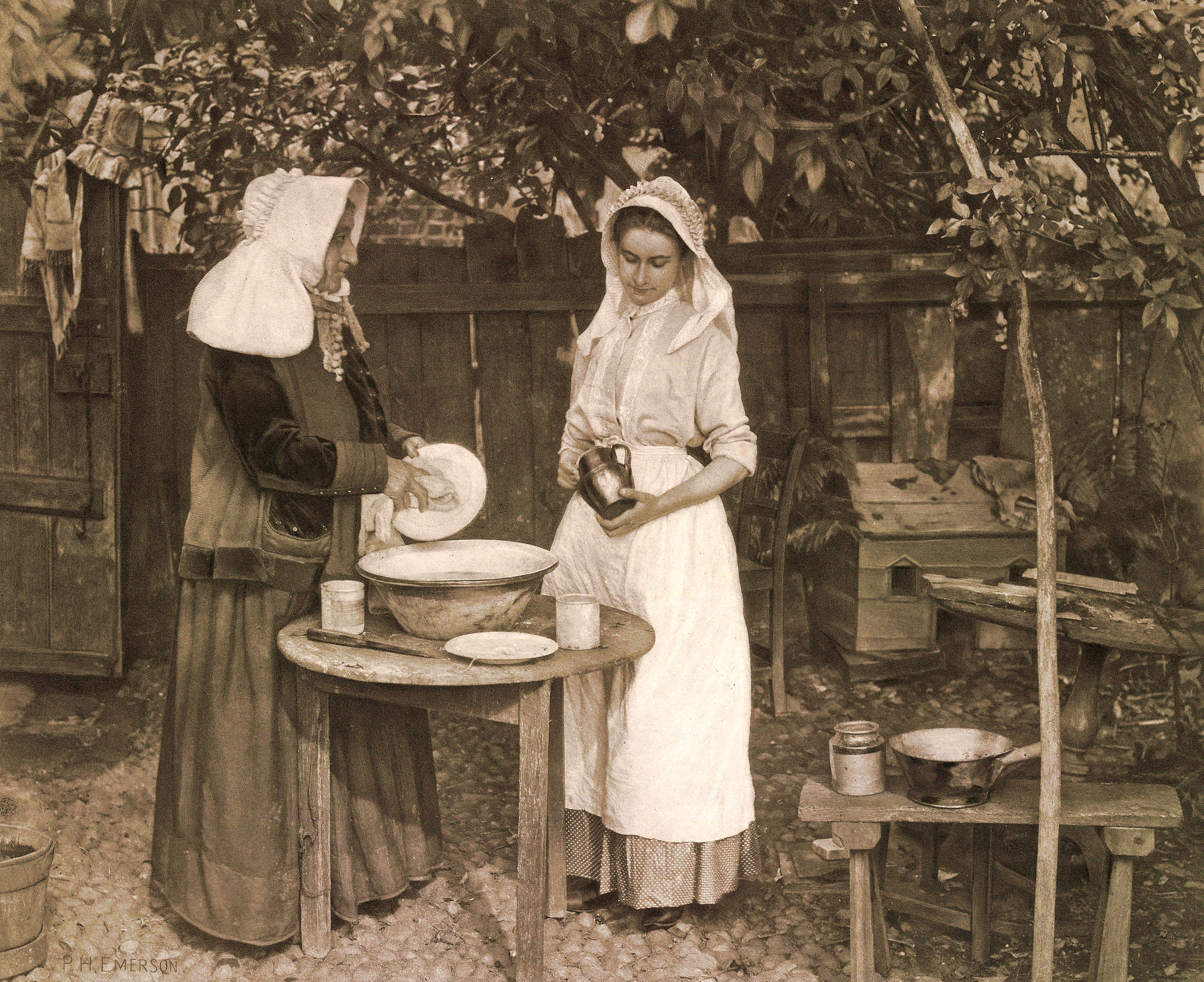
Confessions from Emerson's book 'Pictures From Life In Field And Fen', 1887 Zoom

Emerson negò che la fotocamera potesse fare arte semplicemente trascrivendo la realtà. Inizialmente influenzato dalla pittura naturalistica francese, sostenne in modo simile la fotografia naturalistica e scattò fotografie a fuoco per registrare vite in campagna nel modo più chiaro possibile. La maggior parte delle fotografie di Emerson furono effettuate sulla Norfolk Broads, una zona paludosa nella parte orientale dell'industria in Inghilterra. La sua prima opera importante fu Vita e paesaggio sul Norfolk Broads (1886). Quando rinnegò la sua teoria in un  pamphlet  intitolato La morte della fotografia naturalistica (1890), il pubblico si mostrò scettico. In seguito sperimentò la tecnica del soft focus, ma fu infelice dei risultati prodotti in quanto notò che tale sperimentazione presentava delle difficoltà nel riprodurre fedelmente la profondità e l'atmosfera che egli vedeva come necessaria per catturare con precisione la natura.
Nonostante i suoi timori, adottò molte fotografie di paesaggi e vita rurale nel Anglian Oriente Fenlands e pubblicò altri sette libri sulla sua fotografia nei successivi dieci anni. Nei due volumi, On inglese Lagune (1893) e Foglie Marsh (1895), Emerson stampò le fotografie utilizzando la fotoincisione.

## Lista parziale di opere pubblicate da Emerson
- Paul Ray presso l'ospedale: un quadro della vita degli studenti (1882, pubblicato privatamente)
- Vita e Paesaggio sul Norfolk Broads (1886)
- Foto di vita in campo e Fen (1887)
- Il Compleat Angler, o, Tempo libero L'uomo contemplativo. Essendo un discorso di Rivers, peschiere, Pesci, pesca e da Izaak Walton con le fotoincisioni di Emerson (1888)
- Idilli del Norfolk Broads (1888)
- Immagini di East Anglian Vita (1888)
- Fotografia Naturalistica per gli studenti dell'Istituto d'Arte (1889)
- La vita selvaggia in una Water Tidal (1890)
- In inglese Lagune (1893)
- Il libro delle fate del Galles (e altre storie) (1894)
- Uccelli, gli animali e pesci del Broadland Norfolk (1895)
- Marsh Leaves (1895)
- Caoba, il Capo Guerilla. Romanzo reale della ribellione cubana (1897)
- Consigli di norme modificate da biliardo per i giocatori amatoriali (1908)